# Cradoscrupocellaria bertholletii
Cradoscrupocellaria bertholletii is een mosdiertjessoort uit de familie van de Candidae. De wetenschappelijke naam van de soort is, als Acamarchis bertholletii, voor het eerst geldig gepubliceerd in 1826 door Jean Victor Audouin.